# SV Hertha 1910 Schneidemühl
SV Hertha 1910 Schneidemühl was een Duitse voetbalclub uit de Pommerse stad Schneidemühl, dat tegenwoordig het Poolse Piła is.

## Geschiedenis
De club werd opgericht in 1910 opgericht en sloot zich aan bij de Baltische voetbalbond. Nadat deze bond enkele regionale competities invoerde ging de club in de Brombergse competitie spelen en werd kampioen in 1913. De club werd in de eindronde geloot tegen SC Graudenz, maar trok zich terug uit de competitie. Na dit seizoen werden enkele veranderingen doorgevoerd waardoor Hertha niet meer in de hoogste klasse speelde. Tijdens de Eerste Wereldoorlog werd de club SV Viktoria 1916 Schneidemühl opgericht, deze club werd de sterke club van de stad in de jaren twintig. In 1925 fuseerde de club met SC Erika 1915 Schneidemühl en werd zo SpVgg Hertha-Erike-Schneidemühl, echter werd deze fusie in november 1926 ongedaan gemaakt.
In 1932 werd de club kampioen van Schneidemühl en plaatste zich zo voor de Grensmarkse eindronde, waarin de club laatste werd in de groepsfase. Ook het volgende seizoen werd de club kampioen maar werd opnieuw laatste in de eindronde.
Na dit seizoen werd de Gauliga Pommern ingevoerd als hoogste klasse voor de regio. Ondanks dat Hertha kampioen geworden was werden de clubs uit de Kreisliga Schneidemühl te licht bevonden voor de Gauliga en Hertha belandde in de tweede klasse, maar kon wel meteen promoveren. Na twee seizoenen in de middenmoot werd de club laatste in 1936/37 en slaagde hierna er niet meer in terug te keren naar de hoogste klasse.
Na het einde van de oorlog werden alle Duitse voetbalclubs ontbonden, Schneidemühl werd nu een Poolse stad en de club hield op te bestaan.

## Erelijst
Kampioen Bromberg
1913
Kampioen Schneidemühl
1932, 1933